# رن روبرت تسیلر
رُن روبرت تسیلر (آلمانی: Ron-Robert Zieler؛ زادهٔ ۱۲ فوریهٔ ۱۹۸۹) بازیکن فوتبال اهل آلمان است که به عنوان دروازه‌بان اشتوتگارت و تیم ملی فوتبال آلمان بازی می‌کند.

## دوران باشگاهی

### در اوایل کار
تسیلر در کلن، نوردراین وستفالن متولد شد. او فوتبال حرفه‌ای خود را با باشگاه شهر خود اس.سی. بی ویکتوریا کلن قبل از پیوستن به کلن در سال ۲۰۰۱ آغاز کرد. در ژوئیه سال ۲۰۰۵، او به انگلستان (منچستر یونایتد) به عنوان کارآموز نقل مکان کرد.

### منچستر یونایتد
تسیلر۲۲ بار برای تیم زیر ۱۸ سال منچستر یونایتد بازی کرد، از جمله چهار بازی در جام حذفی جوانان. او اولین بازی خود را در تاریخ ۱۵ مارس ۲۰۰۷ برای منچستر یونایتد انجام داد که منچستر یونایتد در مقابل شفیلد یونایتد ۳–۰ تن به شکست داد. با وجود این که شروع نه چندان خوب، او چهار روز بعد با داشتن یک دروازه بسته در پیروزی ۲–۰ منچستر یونایتد در مقابل اولدهام اتلتیک نتیجهٔ بد قبلی را جبران کرد.
در فصل ۲۰۰۷–۲۰۰۸ تسیلربرای منجستر یونایتد ۹۰ دقیقه کامل بازی کرد و یک دروازه بسته در برابر بولتون گرفت. او سپس در فینال جام ارشد لنکشایر در پایان ژوئیه ۲۰۰۸ با منچستر یونایتد در مقابل لیورپول با تنها دریافت دو گل تیم خود را با نتیجهٔ ۳–۲ پیروز میدان کرد.

#### نورث همپتون تاون (قرضی)
در ۲۸ نوامبر ۲۰۰۸، تسیلربه صورت قرضی تا ۳۱ دسامبر به نورث همتون پیوست.

#### بازگشت به منچستر یونایتد
پس از بازگشت به منچستر یونایتد، تسیلردر اکثر موارد نیمکت‌نشین بود. با این حال، در یک بازی در برابر نیوکاسل، ۳۰ مارس ۲۰۰۹، او در یک حادثه بازوی تسیلرپس از برخورد با مهاجم نیوکاسل در هوا شکسته شد. او پس از عمل جراحی در سال ۲۰۰۹–۲۰۱۰ پیش از پایان فصل بازگشت، اما تلاش‌هایش برای پس گرفتن موقعیت خود در تیم بی‌فایده بود.

### هانوفر
در ۲۲ آوریل ۲۰۱۰، تسیلریک قرارداد دو ساله با طرف آلمانی (هانوفر ۹۶) امضا کرد. این قرارداد در ۱ ژوئیه ۲۰۱۰ آغاز شد.

## دوران ملی
در سال ۲۰۰۸، تسیلربا تیم زیر ۱۹ سال آلمان قهرمان UEFA شد و با تیم زیر ۲۰ سال آلمان در سال ۲۰۰۹ جام جهانی بازی کرد.
تسیلراولین بازی خود را در برابر اوکراین در یک بازی دوستانه انجام داد. در ۱۱ نوامبر ۲۰۱۱، تسیلر۲۲ ساله از اوکراین ۳ گل خورد و تیمش به تساوی ۳–۳ با اوکراین رسید.
در ۲۸ ماه مه ۲۰۱۲، تسیلردروازه‌بان سوم تیم ملی آلمان برای مسابقات قهرمانی ۲۰۱۲ اروپا نام گرفت. در ۱۵ آگوست ۲۰۱۲، او در یک بازی دوستانه مقابل آرژانتین از بازی اخراج شد و به اولین دروازه‌بان آلمان از زمان تأسیس تیم ملی آلمان تبدیل شد که کارت قرمز کسب کرد.